# Krohcoma
Krohcoma is een geslacht van uitgestorven slangsterren uit de familie Ophiacanthidae. Vertegenwoordigers van dit geslacht zijn slechts als fossiel bekend.

## Soorten
- Krohcoma ampla Thuy, 2013 †
- Krohcoma mira Thuy, 2013 †